# 302542 Tilmann
302542 Tilmann è un asteroide della fascia principale. Scoperto nel 2002, presenta un'orbita caratterizzata da un semiasse maggiore pari a 2,6011381 UA e da un'eccentricità di 0,2214416, inclinata di 2,96448° rispetto all'eclittica.